# Кенарал (Жетысуская область)
Кенарал (каз. Кеңарал) — село в Коксуском районе Жетысуской области Казахстана. Входит в состав Енбекшинского сельского округа. Код КАТО — 194839300.

## Население
В 1999 году население села составляло 387 человек (187 мужчин и 200 женщин). По данным переписи 2009 года, в селе проживало 367 человек (185 мужчин и 182 женщины).